# Pujol de Migjorn
El Pujol de Migjorn és una muntanya de 600 metres que es troba entre els municipis de Gelida, a la comarca de l'Alt Penedès i de Corbera de Llobregat, a la comarca del Baix Llobregat.